# Felsőregmec
Felsőregmec község Borsod-Abaúj-Zemplén vármegye Sátoraljaújhelyi járásában.

## Fekvése
A vármegyeszékhely Miskolctól közúton mintegy 100 kilométerre északkeletre, Sátoraljaújhelytől 15 kilométerre északra helyezkedik el. Közvetlenül a szlovák határ mellett fekszik, a határ magyar oldalán csak három települési szomszédja van: dél felől Alsóregmec, délnyugat felől Mikóháza, nyugat felől pedig Vilyvitány. A határ túloldalán a legközelebbi települések: északnyugat felől Kázmér (Kazimír), észak felől Alsómihályi (Michaľany). kelet felől pedig Legenye (Luhyňa).

### Megközelítése
Csak közúton érhető el, a Sátoraljaújhely-Pálháza-Kéked közt húzódó 3719-es útról letérve, Alsóregmecen keresztül, a 37 129-es számú mellékúton.

## Története
Regmec (Red(e)mec) már az 1200-as években létezett, temploma is ekkor épült.
Nevét 1277-ben Redemech néven említették az oklevelek.
1324-ben az Abaúj vármegyéhez tartozó Felsőregmec Ormous család, Ormows Lőrinc birtoka volt.
1332–1345 között a pápai tizedjegyzék szerint papja 4 garas pápai tizedet fizetett.

## Közélete

### Polgármesterei
- 1990–1994: Jurkó Béla (független)[4]
- 1994–1998: Jurkó Béla (független)[5]
- 1998–2002: Espán Miklós (független)[6]
- 2002–2006: Petercsák Pál (független szlovák kisebbségi)[7]
- 2006–2007: Ifj. Mundér Gusztáv (Roma Polgárjogi Mozgalom)[8]
- 2007–2010: Espán Miklós (független)[9]
- 2010–2014: Espán Miklós Vince (független)[10]
- 2014–2019: Horváth Ernő (független)[11]
- 2019–2024: Horváth Ernő (független)[12]
- 2024– : Horváth Ernő (Fidesz-KDNP)[1]

A településen 2007. július 15-én időközi polgármester-választást (és képviselő-testületi választást) tartottak, az előző képviselő-testület önfeloszlatása miatt. A választáson az addigi polgármester is elindult, de alulmaradt egyetlen kihívójával szemben.

## Népesség
A település népességének változása:
| Lakosok száma | 332  | 324  | 319  | 294  | 336  | 348  | 333  |
|               | 2013 | 2014 | 2015 | 2021 | 2022 | 2023 | 2024 |

2001-ben a település lakosságának 65%-a magyar, 35%-a cigány nemzetiségűnek vallja magát.
A 2011-es népszámlálás során a lakosok 100%-a magyarnak, 77,8% cigánynak, 0,3% németnek mondta magát (a kettős identitások miatt a végösszeg nagyobb lehet 100%-nál). A vallási megoszlás a következő volt: római katolikus 65,4%, református 8,3%, görögkatolikus 23,5%, felekezeten kívüli 1,2% (0,9% nem válaszolt).
2022-ben a lakosság 93,2%-a vallotta magát magyarnak, 67% cigánynak, 1,5% szlováknak, 0,6% görögnek, 0,3% lengyelnek, 0,3% egyéb, nem hazai nemzetiségűnek (5,7% nem nyilatkozott; a kettős identitások miatt a végösszeg nagyobb lehet 100%-nál). Vallásuk szerint 24,1% volt római katolikus, 7,4% református, 25,6% görög katolikus, 1,5% egyéb keresztény, 0,6% felekezeten kívüli (40,8% nem válaszolt).

## Környező települések
Alsóregmec (3 km, Felsőregmec közúton csak rajta keresztül közelíthető meg), a legközelebbi város: Sátoraljaújhely (kb. 11 km).

## Nevezetességei
- Református temploma - román kori építészeti emlékünk. A hagyományok szerint a 12. században, talán a pálosok építették. A homlokzaton levő kétemeletes, román ikerablakkal díszített tornyát gúlasisak fedi.  Déli falát félköríves és csúcsíves ablakok is díszítik. Déli kapuja román kori bélletes kapu.
- Ősrög-tanösvény[17]